# Raida (Jemen)
Raida (auch: Raydah, arabisch ريدة, DMG Raida) ist eine Stadt im Gouvernement ʿAmrān im Westen des Jemen. Die Regionalhauptstadt ʿAmrān liegt knapp 20 km südwestlich. Im Wesentlichen besteht Raida aus einer zentralen Marktstraße.

## Geschichte
Raida wurde als bakīlische Stadt in sabäischer Zeit gegründet. Die altsüdarabischen Bakīlen gehen auf Bakīl (Bruder Haschids), Begründer der größten Stammeskonföderation des Jemen, zurück.
Raida hatte einen bedeutenden jüdischen Markt. Mit den Emigrationswellen in den Jahren zwischen 1881 und 1950, insbesondere der Fluchtwelle des  Magic Carpet, verblieb nur noch eine kleine jüdische Minderheit. 2009 zählte die jüdische Gemeinschaft noch 266 Personen und unterhielt drei Synagogen sowie zwei Schulen für die Pflege ihres jüdischen Brauchtums.

### Jüngere Geschichte
Während des Gaza-Konflikts 2008–2009 verschärften sich die Spannungen der jeminitisch-jüdischen Diaspora mit den örtlich ansässigen Muslimen. Diese eskalierten schließlich und ein jüdischer Lehrer wurde von islamistischen Extremisten erschossen. Weitere Übergriffe mit Toten folgten in den 1980er Jahren. Die stetig sich wiederholenden Anschläge der al-Qaida führten letztlich dazu, dass eine Mehrzahl von Familien im Juni 2009 nach Israel emigrierte und die jüdische Gemeinde ihre Siedlungen vollends aufgab.

### Moshe Ya'ish al-Nahari
Ende des Jahres 2008 wanderten die wenigen verbliebenen Juden vollends aus. Den entscheidenden Anlass bildete der Mord des jüdischen Hebräisch-Lehrers der Stadt, Moshe Ya'ish al-Nahari. Der Aufforderung eines muslimischen Extremisten, unverzüglich zum Islam zu konvertieren, wollte Moshe Ya'ish al-Nahari nicht nachkommen, weshalb sofort das Feuer mittels eines Maschinengewehrs gegen ihn eröffnet wurde. Moshe Ya'ish al-Nahari erlag seinen schweren Verletzungen durch den Kugelhagel noch am Tatort. Dem Täter, Abdul Aziz Yahya Al-Abdi, wurde der Prozess gemacht. Dessen Anwälte plädierten auf Schuldunfähigkeit aufgrund schizophrener Persönlichkeitsstörungen. Im jüdischen Lager wurde das als ungeheure Schmach bewertet. Aufklärungen in der Sache führten aber letztlich dazu, dass dieses Merkmal möglicher Schuldunfähigkeit obsolet wurde. Das anschließende Urteil im Jahr 2009 führte zur Schadenersatzpflicht des Täters (umgerechnet $ 27.500), statt zur erhofften Todesstrafe. Dies wurde als ungerecht, der muslimischen Mehrheit "geschuldet" und schlicht skandalös erachtet. Erst im Berufungsverfahren wurde die Todesstrafe verhängt, welche jedoch nicht mehr vollzogen werden konnte, da der Täter es verstand, die Gefangenenaufsicht im April 2011 zu bestechen und zu fliehen.

## Umgebung

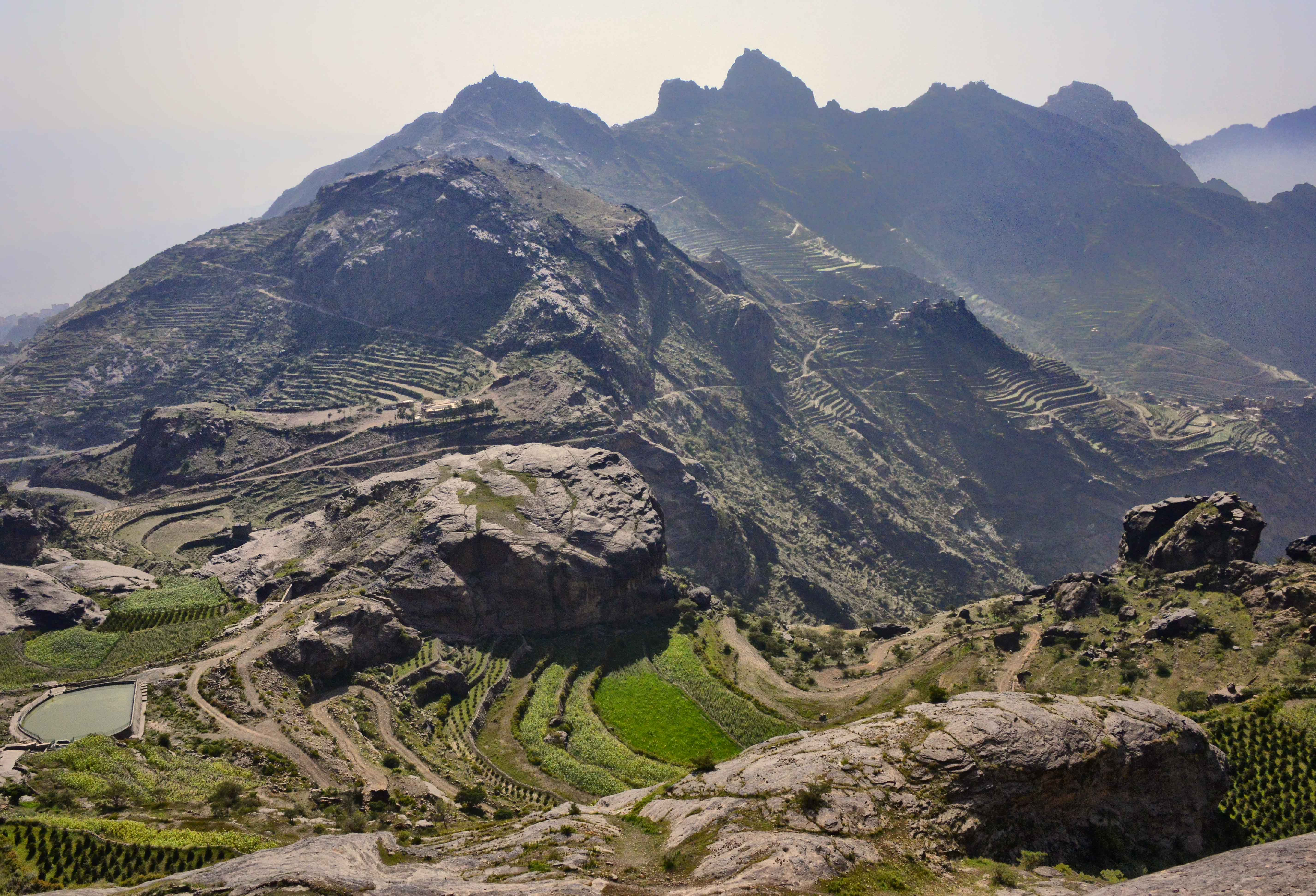
Typische Landschaft im Westlichen Gebirgshang

Raida liegt am Ostrand des Westlichen Gebirgshangs, eine spektakuläre Landschaft mit tief eingeschnittenen Tälern. Diese sind kaum zugänglich, weil nicht wegsam. Andererseits bot sie Schutz gegen eindringende Feinde. Diesen Umständen ist zu verdanken, dass sich die Stammesgesellschaft im Hochland über Jahrhunderte hinweg autochthon entwickelte.
Um den raren fruchtbaren Böden Landwirtschaftserzeugnisse abgewinnen zu können, ist die Bevölkerung seit je her auf den Terrassenfeldbau angewiesen. Die landschaftliche Umgebung ʿAmrāns weist vornehmlich Terrassenlandschaften beziehungsweise durch mit Steinwällen abgegrenzte Felder auf, um Erosionen des fruchtbaren Ackerbodens entgegenzuwirken. Jeder Zentimeter fruchtbaren Bodens wird genutzt. Dazu wurden seit der Antike artenreiche Trockenwälder gerodet. Natürliche Vegetation bildet eine Mehrzahl von sukkulenten Euphorbien. Dort, wo sich die Täler aufspreizen, ist Kaffeeanbau möglich.
In der Umgebung liegt die antike Stätte, Na'it.